# Lương Sơn Bá – Chúc Anh Đài (phim truyền hình 1999)
Lương Sơn Bá – Chúc Anh Đài (tiếng Anh: Butterfly Lovers) là một bộ phim truyền hình lãng mạn, cổ trang, bi - hài kịch do các nhà làm phim Đài Loan và Hồng Kông hợp tác sản xuất, khởi quay từ năm 1999, hoàn thành năm 2000. Phim có sự tham gia của các diễn viên: La Chí Tường, Lương Tiểu Băng, Trần Gia Huy. Bộ phim đã tạo nên cơn sốt tại nhiều nước châu Á sau khi trình chiếu đầu những năm 2000. Tại Việt Nam, bộ phim từng được phát sóng trên các kênh VTV3, Hà Tây TV... năm 2001 - 2002, sau này được phát lại trên kênh SCTV13 (Kênh Phụ nữ và Gia đình) năm 2013.
"Lương Sơn Bá - Chúc Anh Đài" năm 1999 được cho là phiên bản thành công nhất của bộ phim này tính đến nay.

## Nội dung phim
Về tổng quan, 'Lương Sơn Bá - Chúc Anh Đài' 1999 vẫn kể câu chuyện của tiểu thư Chúc Anh Đài giả trai tới Học viện Ni Sơn học chữ, gặp và yêu Lương Sơn Bá - chàng thư sinh nhà nghèo hiền lành, thông minh, hiếu học. Tuy nhiên tình yêu của hai người gặp nhiều sóng gió bởi gia đình Chúc Anh Đài đã hứa gả cô cho Mã Văn Tài và mối thù hận giữa hai nhà Lương - Chúc khi bố của Chúc Anh Đài có dính líu đến việc sát hại cha ruột của Lương Sơn Bá.
Vừa bị Mã Văn Tài nhiều lần gây khó dễ, vừa phiền muộn, Lương Sơn Bá qua đời trước khi Chúc Anh Đài lên kiệu hoa. Hay tin người yêu đã chết, nàng mặc áo tang xuất giá và thắp hương trước mộ phần của chàng, đột nhiên cửa mộ mở ra, cả hai hóa thành bươm bướm bay về trời.
Để tô đậm thêm tình cảm quyến luyến của cặp trai tài gái sắc cũng như làm bật lên sự độc ác, si tình bất chấp của Mã Văn Tài, các nhà sản xuất Đài Loan đã mạnh dạn thêm vào những tình tiết không hề xuất hiện ở các phiên bản trước như: cái chết của cha Lương Sơn Bá có liên quan tới gia đình họ Chúc, cặp tình nhân Lương - Chúc dẫn nhau chạy trốn, con gái người thầy dạy Lương - Chúc giúp cả hai bằng cách thay Chúc Anh Đài cưới Mã Văn Tài.
Đặc biệt, việc đưa thêm chi tiết Chúc Anh Đài hóa điên sau khi bị Mã Văn Tài cưỡng hiếp đã đưa chuyện tình Lương - Chúc 1999 trở thành phiên bản đặc biệt nhất, thu hút người xem nhất. Thương người yêu trở nên ngây dại, Lương Sơn Bá đã bất chấp nguy hiểm để ở lại nhà họ Chúc chăm sóc cho Anh Đài suốt thời gian dài, nhờ vậy mà cha mẹ nàng dần chấp nhận, xem Lương Sơn Bá mới là con rể của mình, thậm chí còn sắp xếp lễ cưới cho cả hai. Nhưng ngày vui chẳng tày gang, Mã Văn Tài tiếp tục tìm bắt Lương Sơn Bá và cướp Anh Đài trở về.

## Diễn viên
- La Chí Tường vai Lương Sơn Bá: Khi đóng phim "Lương Sơn Bá - Chúc Anh Đài", La Chí Tường mới 20 tuổi, lại đóng cặp với diễn viên đàn chị Lương Tiểu Băng vốn là Á hậu Hồng Kông và diễn viên nổi tiếng thời điểm đó nên diễn xuất của La Chí Tường có phần hơi non nớt. Tuy nhiên, chính sự thật thà, chất phác mà La Chí Tường thể hiện đã gây ấn tượng mạnh cho khán giả, khiến vai diễn của anh được nhiều người yêu mến. Trước khi hóa thân thành chàng thư sinh Lương Sơn Bá, La Chí Tường đã là người mẫu, ca sĩ, người dẫn chương trình tại Đài Loan. Song nhờ tác phẩm trên, con đường nghệ thuật của ngôi sao trẻ như được trải hoa hồng. Anh liên tục góp mặt trong nhiều tác phẩm truyền hình lẫn điện ảnh ăn khách, đồng thời trở thành cái tên được nhiều nhà sản xuất săn đón. Ngoài ca hát, diễn xuất, tham gia show giải trí anh còn được biết đến với danh xưng "Ông hoàng vũ đạo" châu Á. Với kỹ năng nhảy điêu luyện, nam nghệ sĩ trở thành huấn luyện viên ở nhiều chương trình đào tạo các ngôi sao trẻ. La Chí Tường cũng được biết đến khi tham gia một số phim: "Đấu ngư 2", "Tây du ký: Mối tình ngoại truyện", "Mỹ Nhân Ngư"...
- Lương Tiểu Băng vai Chúc Anh Đài: Lương Tiểu Băng sinh năm 1969, từng nổi tiếng khắp Hồng Kông sau khi giành ngôi vị Á hậu 2 Hoa hậu Hồng Kông 1990 khi vừa tròn 21 tuổi. Với vẻ đẹp ngây thơ, trong sáng, nữ diễn viên được đài TVB tin tưởng giao phó cho hàng loạt vai diễn trong các dự án phim đình đám như Phong chi đao, Vận mệnh Thanh Triều, Loan đao phục hận, Lộc đỉnh ký 1998… Tuy nhiên chỉ sau khi gia nhập đài ATV, sự nghiệp diễn xuất của Lương Tiểu Băng mới thực sự thăng hoa với vai diễn nàng tiểu thư thông minh, si tình trong tác phẩm kinh điển "Lương Sơn Bá - Chúc Anh Đài". Cách diễn xuất của Lương Tiểu Băng được cho là lột tả gần như hoàn hảo cá tính của nhân vật Chúc Anh Đài, được hưởng ứng nồng nhiệt. Thành công vang dội của bộ phim là bệ phóng đưa tên tuổi Lương Tiểu Băng nổi tiếng khắp châu Á. Đây cũng là tác phẩm giúp cô tìm được bến đỗ của cuộc đời bên diễn viên Trần Gia Huy. Trước đó, họ đã là một cặp từ năm 1992 nhờ hợp tác trên phim trường "Huynh đệ". Cho đến khi kết hôn, hai người đã bên nhau được 8 năm nhưng trong mắt công chúng đó là một cuộc hôn nhân không cân xứng về danh tiếng, địa vị và tài năng. Trong khi Lương Tiểu Băng là ngôi sao đình đám thì chồng cô - Trần Gia Huy chỉ là một diễn viên hạng B, chưa có tên tuổi. Bất chấp sự soi mói của dư luận, họ vẫn vững bước bên nhau vượt qua bao sóng gió. Đến nay, cặp đôi vẫn duy trì hôn nhân viên mãn. Ở tuổi ngũ tuần Lương Tiểu Băng vẫn miệt mài chạy show, tham dự sự kiện dù danh tiếng không còn như xưa.
- Trần Gia Huy vai Mã Văn Tài: Trần Gia Huy sinh năm 1963 đảm nhận vai diễn Mã Văn Tài anh tuấn, uy phong nhưng độc ác, nhiều thủ đoạn. Anh chính là nhân vật gây ra biết bao sóng gió cho mối tình Lương - Chúc. Tuy nhiên, điều thú vị là ngoài đời, nam tài tử lại là chồng của Lương Tiểu Băng. Trái ngược với hình tượng Mã Văn Tài trên màn ảnh, ngoài đời Trần Gia Huy là người đàn ông của gia đình. Ở tuổi 57, nam diễn viên không còn giữ được danh tiếng và ngoại hình như thời còn trẻ. Căn bệnh hói đầu cùng việc không kiểm soát được cân nặng khiến các nhà làm phim không mặn mà mời anh tham gia các dự án phim ảnh. Anh cũng không còn hoạt động tích cực trong nghề như trước và quyết định lui về ở ẩn chăm sóc cho gia đình. Tuy nhiên thời gian gần đây, để phụ giúp vợ, Trần Gia Huy chấp nhận đóng những vai phụ, thậm chí là không có thoại trên màn ảnh TVB. Dù mức thu nhập không được như những ngôi sao đình đám khác nhưng cả Trần Gia Huy và Lương Tiểu Băng đều hài lòng với cuộc sống hiện tại. Với họ, hạnh phúc gia đình cùng sự bình yên sau chuỗi ngày giông bão là điều quan trọng hơn tất thảy.
- Ngô Mạnh Đạt vai Đinh Trình Ung (Đinh Sư phụ): Ngô Mạnh Đạt sinh năm 1953, từng hợp tác cùng Châu Tinh Trì trong hàng loạt phim hài ăn khách như Tế Công, Thần bài, Trường học uy long, Vua phá hoại, Đại thoại tây du... Năm tháng hợp tác với Tinh Trì cũng là thời kỳ hoàng kim trong sự nghiệp của diễn viên họ Ngô. Ngô Mạnh Đạt có ba đời vợ. Vợ hiện nay là Hầu San Yến, quốc tịch Malaysia (bà cùng hai con định cư ở Malaysia). Theo Ifeng, hiện nay Mạnh Đạt vẫn phải chu cấp tiền cho hai vợ cũ và ba con gái với vợ cũ, vì thế gặp áp lực kinh tế. Năm 2014, Ngô Mạnh Đạt được đề cử danh hiệu Nam diễn viên phụ xuất sắc tại giải Kim Mã (Đài Loan). Gần đây ông ít đóng phim vì bị mắc bệnh tim. Ông qua đời ngày 27 tháng 2 năm 2021.
- Giang Tổ Bình vai Ngâm Tâm, a hoàn của Chúc Anh Đài. Sau tác phẩm này, Giang Tổ Bình được chú ý với các phim: "Công chúa Hoài Ngọc", "Phong Vân", "Phi Long tại thiên"...
- Âu Đệ (tên thật Âu Hán Thanh) vai Tứ Cửu, thư đồng của Lương Sơn Bá. Âu Đệ không đóng nhiều phim mà được biết đến nhiều hơn với vai trò ca sĩ, MC của Đài Loan.
- Lục Nguyệt vai Đinh Hương - con gái của thầy Đinh Trình Ung. Nàng Đinh Hương xinh đẹp, hiền hậu yêu thầm Chúc Anh Đài. Sau khi biết sự thật Anh Đài là con gái, Đinh Hương trở thành bạn tốt, giúp đỡ để Anh Đài - Sơn Bá đến được với nhau. Lục Nguyệt tên thật là Thái Quân Như, sinh năm 1976, là diễn viên kiêm MC Đài Loan. Cô kết hôn năm 2011, sinh con trai năm 2014.

## Nhạc phim
Bên cạnh kịch bản hay và diễn xuất xuất sắc của các diễn viên, nhạc phim "Lương Sơn Bá - Chúc Anh Đài 1999" cũng để lại ấn tượng mạnh với khán giả, góp phần làm nên thành công của bộ phim này, để lại ký ức sâu đậm đối với nhiều khán giả bộ phim. Một số ca khúc chính trong phim:
- "Người vui vẻ" - Ca khúc mở đầu: Bài hát được tác giả Tả Hồng Nguyên sáng tác cho phim với nội dung ca ngợi tuổi trẻ, tình yêu. Tả Hồng Nguyên (nghệ danh Cổ Nguyệt) sinh năm 1930, là một trong những nhạc sĩ trứ danh, mở màn cho dòng nhạc trẻ thịnh hành tại Đài Loan. Ông từng sáng tác nhiều ca khúc cho Đặng Lệ Quân, Cao Thắng Mỹ, Triệu Vy... và cũng là tác giả của nhiều bản nhạc phim truyền hình. Ca khúc này do chính diễn viên Lương Tiểu Băng (vai Chúc Anh Đài) thể hiện. Nội dung:  “Người vui vẻ luôn vui vẻ  Tuổi xuân đã thay áo mới  Theo tình yêu bay đi khắp chốn  Theo tình yêu bay tới cầu vồng.  Ta hướng lên trời thề non hẹn biển  Nguyện trọn đời trọn kiếp bên nhau  Cùng chàng cưỡi gió dệt mộng  Cảm giác này mới tuyệt làm sao  Ta làm chủ cả thế giới này”.
- "Người yêu dấu ơi" – Ca khúc kết thúc: Người yêu dấu ơi nói về nỗi niềm của nàng Chúc Anh Đài khi bị những thế lực chức quyền và mối thù gia tộc ngăn cản đến với người mình yêu. Bài hát trong phim do nữ ca sĩ Hoàng Tĩnh Hoành của Đài Loan thể hiện, đây là một trong những ca khúc tiêu biểu của cô. Lương Tiểu Băng cũng từng hát ca khúc này. Nội dung:                                                                                                                                                                              “Con người của chàng  Đã đưa trái tim ta đi mãi  Giống như hạt tuyết kia bay lất phất  Tuyết bay không ngừng, tình càng vô vọng  Sâu thẳm như giọt nước mắt của ta.  Người yêu dấu ơi  Chàng là bài ca duy nhất không thể thiếu trong cuộc đời ta  Người yêu dấu ơi  Chàng đã đưa ta lần đầu nhìn thấy cánh cửa hạnh phúc  Người yêu dấu ơi  Xin hãy ghi nhớ, nhớ rằng chúng ta luôn là một đôi  Thời khắc chia xa, thời khắc trái tim ta tan nát  Ông trời cũng không giữ được người yêu ta”.
- "Mười vị thuốc": Ở tập một, khi Chúc Anh Đài tìm cách để thuyết phục phụ mẫu cho cải trang thành nam giới tới trường học, nàng giả bệnh nan y khiến tất cả đại phu trong vùng đều phải bó tay. Sau đó, Anh Đài giả làm một thầy thuốc tới nhà gặp chính phụ mẫu của mình và nói phải có đủ mười vị thuốc mới mong cứu được tiểu thư nhà họ Chúc. Bài này cũng do Nhạc sĩ Tả Hồng Nguyên sáng tác, ông đã khéo léo đưa những nội dung chỉ có trong truyền thuyết lồng ghép với âm nhạc để tạo nên bài hát. Ca khúc do chính Lương Tiểu Băng thể hiện khi vào vai Chúc Anh Đài. Ngoài khả năng hát nhạc trẻ, Tiểu Băng còn sở hữu giọng hát phù hợp với nhiều thể loại nhạc, trong đó có nhạc kịch, dân ca. Bài hát này được sáng tác để dành cho cô. Nội dung:   “Một là sừng của rồng Đông Hải  Hai là mào của phượng hoàng ở Nam Sơn  Ba là hoa của vương mẫu ở Tây Thiên  Bốn là cưỡi mây hái ánh sáng ở Bắc Cực  Năm là móng tay tiên nữ  Sáu là sợi tóc vàng của thần đồng  Bảy là nước trong lọ của Quan Âm Bồ Tát  Tám là gậy như ý của Tề Thiên Đại Thánh  Chín là mặt trăng không tròn không khuyết  Mười là mặt trời không bao giờ xuống núi”.
- "Học uyên ương": Sau ba năm cận kề đèn sách, Lương Sơn Bá - Chúc Anh Đài và các học trò trường Ni Sơn phải chia tay nhau, rời xa mái trường để về quê. Trong cảnh Sơn Bá tiễn Anh Đài xuống núi, tiểu thư họ Chúc tìm mọi cách để “gợi ý” cho chàng mọt sách biết thân phận và tâm ý của mình. Nội dung:   “Dưới hàng liễu rủ có hồ nước nhỏ  Trong hồ có một đôi uyên ương  Uyên ương bơi qua bơi lại, lúc nào cũng có đôi có cặp.  Ta cố ý đến gần hồ nước nhỏ  Hy vọng chàng thấy được cặp uyên ương  Không biết trong lòng chàng đang nghĩ gì?  Nếu một ngày ta biến thành một cô nương  Chàng có cùng ta kết đôi như cặp uyên ương kia không?”
- "Huynh phải nắm lấy cơ hội": Bài hát này được Chúc Anh Đài cất lên khi chia tay Lương Sơn Bá sau ba năm đèn sách. Nội dung:  “Đồi cỏ xanh, bướm thay áo mới  Ta thấy nhiều lắm những đóa hoa  Có lời nói ẩn chứa nhiều ý nghĩa  Lại có người chẳng thể hiểu ra.  Mắt nhìn, miệng nói, hy vọng huynh hiểu được lòng ta  Này biểu cảm, này hành động, ta biểu đạt đã quá đủ rồi  Trên đời này, ta đã vì huynh mà hy sinh rất nhiều  Xin đừng phụ lòng ta nhé!  Hy vọng huynh có thể thông suốt  Đừng mãi làm chú chim ngốc nghếch kia”.
- "Tiếng hát nói thay nỗi lòng": Ca khúc là đoạn đối thoại giữa Lương Sơn Bá và Chúc Anh Đài do cặp nam nữ chính của phim thể hiện. Cái tài của nhạc sĩ Tả Hồng Nguyên chính là đưa những lời thơ, câu thoại vào trong một giai điệu mang âm hưởng nhạc kịch. Ca khúc cho thấy sự phối hợp ăn ý của Lương Tiểu Băng và La Chí Tường. Khả năng ca hát, diễn xuất giúp họ trở thành cặp đôi trên màn ảnh được lòng người hâm mộ thời bấy giờ. Nội dung:  “Trời xanh mây trắng, gió thổi vi vu  Có một người lấy lời ca nói thay nỗi lòng.  Bỗng thấy một tiều phu đang vội vã cất bước  Huynh có biết tại sao ông ấy lại xuống núi hay không?”  “Người tiều phu vội vã xuống núi  Tất nhiên là để nhanh chóng về bên vợ bên con”.  “Những người đồng hành đều sẽ thành đôi  Còn huynh lần này đang đồng hành cùng ai đây?”  “Người đi đường núi vừa ít, đường lại dài và gập ghềnh  Còn ta, ta muốn tiễn đệ xuống núi”  “Thế chẳng phải huynh đang đi cùng kiều nữ sao?”  “Sao đệ lại ví mình với một cô gái kia chứ?”
- "Tới gặp người ta yêu": Đây là ca khúc được viết dành riêng cho tập 21, khi Lương Sơn Bá cùng mẹ tới nhà họ Chúc cầu hôn Anh Đài. Ca khúc này vẫn do nhạc sĩ Tả Hồng Nguyên chấp bút. Bài hát Tới gặp người ta yêu do nam chính La Chí Tường thể hiện. La Chí Tường khi ấy là ca sĩ, MC trẻ của Đài Loan. Anh từng thành lập nhóm nhạc Romeo với Âu Hán Thanh (đóng Tứ Cửu trong phim). Sau khi tách nhóm ra diễn solo, anh gặt hái nhiều thành công hơn và có một lượng fan đông đảo. Giai điệu và ca từ của bài hát Tới gặp người ta yêu làm toát lên niềm hân hoan, hạnh phúc của Lương Sơn Bá khi sắp được gặp lại Anh Đài. Câu hát “Tới gặp người ta yêu” được lặp đi lặp lại nhiều lần trong bài. Nội dung:  “Tới gặp người ta yêu...  Người con gái tốt, người con gái ngoan  Nàng từ trên trời cao xuống  Đêm qua ta mơ được gặp nàng  Ta cười rạng rỡ.  Nàng có thấy  Ta đi rất nhanh, chạy rất gấp  Để đến gặp người con gái của lòng ta  Tình yêu của ta  Ta sẽ trân trọng tình yêu của nàng  Tới gặp tình yêu của ta  Ta phải tới gặp nàng  Gặp Anh Đài”.